# WIN5
WIN5（ウィンファイブ）は、日本中央競馬会 (JRA) が発売する5重勝単勝式の勝馬投票券である。
指定される5レースの1着を全て当てるもので、100円あたりの払戻金の上限は6億円。2011年4月の開始から、インターネット投票のみで発売されていたが、2018年9月23日の東京競馬場から、JRA-UMACAカードによるキャッシュレス投票で、競馬場（JRA競馬場のみ）やWINSでの購入が可能となった。

## 概要
WIN5は、2011年4月24日より開始された。対象となるレースは原則として「日曜日のメインレースのうち最も発走時刻の遅いものを起点に、時間をさかのぼった5レース」で、購入方法としては「完全セレクト」（対象競走をすべて購入者が予想、この購入方法に限りフォーメーション形式の購入が可能）、「一部セレクト」（各競走1頭ずつ最大4競走予想し、残りはコンピューターが無作為に採番）、「ランダム」（5競走すべてコンピューターが無作為に採番）の3種類が選べる。
発売単位は100円。前日の19時30分から（はくぼレース期間中は前日の20時から発売開始となる）、即PATとA-PATではWIN5の最初のレースの発走時刻の10分前まで、JRAダイレクトでは同15分前まで購入できる（2017年3月27日以降は、順に5分前、10分前となった。UMACAは導入初日から5分前締め切り）。ただし、従来型携帯電話（フィーチャーフォン）については、JRAダイレクトを利用しての投票はネット上のクレジットカード決済を行うための「3Dセキュア」に対応していないため、当面の間利用できない（即PAT・A-PATは利用可）。
WIN5では、指定された5レースの1着馬を全て当てることが求められる。つまり1レースでも予想が外れると、その投票は外れになる。ただし予想した馬が出走取り消しや競走除外などになった場合には、その馬が含まれる組み合わせは、ほかのレースが的中か否かのいずれであっても返還の扱いとなる。競馬の開催ができなくなり対象競走が1競走でも施行できなくなった場合も同様であるが、前日の予報により、台風や豪雪などの予報が予想される場合には、そもそもWIN5（を含む全馬券）の前日発売を実施しない場合もある。
- 「WIN5」導入後初めて発売自体が取りやめとなったのは、2012年9月30日となった。これは阪神競馬場が、台風による影響で安全な競馬レースの施行に支障をきたすため中止となったことによるもので[2]、前日の夜間発売の段階から発売は見合わせられていた[3]。10月1日の代替競馬への順延もしなかった。
- WIN5対象の競走が行われる競馬場のうち1つでも中止・順延が発生した場合は、代替は原則として行わないことにしているが、2013年9月16日は台風により中山・阪神とも開催中止となり、次の9月17日に行われた代替開催では、16日に予定されたスケジュールと同じ内容で発売されている[4]。

的中票が1票もなかったり、払戻金が上限の6億円を上回った場合はキャリーオーバーが発生する。スタート以来、100円に対する払戻の上限は2億円とされていたが、2014年6月7日から6億円に引き上げられた。
対象レースで1着馬の同着が発生した場合、払戻金を投票の組み合わせごとで等分した後、それぞれの投票口数に応じて配当が支払われる。
- 2012年12月9日のWIN5では4レース目の尾張ステークスで1着同着が発生した[7]ため、2通りが的中となった。この2通りへの投票数はそれぞれ1票と20票で、1票の組み合わせの配当が2億円、20票の組み合わせの配当が1504万6990円（キャリーオーバー1億93万8320円）となっていた[8]。

JRAが発表する成績表においては、WIN5の投票については「対象競走最後の競走」が行われた競馬場の所で発売票数・的中票数・払戻金が記載される（開催最終日に表記される総計も「対象競走最後の競走」が行われた日のみで集計される）。
2018年の秋以降、勝馬投票券のキャッシュレス発売機導入に伴い、JRAの各競馬場やウインズでもWIN5の発売が可能になる(東京競馬場を皮切りとして順次2020年にかけて導入されている)。
2024年にはJRA70周年の特別企画として、11月30日から12月28日までの毎週土曜日にもWIN5が発売されている。

### 日程の例
- 2011年4月24日の場合は、皐月賞（東京競馬場第11競走）がメイン競走としては一番遅い時間の発走であり、これを基点として逆算した5つの競走が対象となる。

1. 14:50　京都競馬場第10競走（橘ステークス）
2. 15:00　東京競馬場第10競走（メトロポリタンステークス）
3. 15:20　新潟競馬場第11競走（魚沼ステークス 以下メイン競走）
4. 15:30　京都競馬場第11競走（アンタレスステークス<GIII>）
5. 15:40　東京競馬場第11競走（皐月賞<GI>）

- 2場のみの開催の場合は、第9競走が最初の対象競走となるため、上記のような3場開催の場合と比べて締め切り時間が早くなる。以下に、2011年9月18日の場合を示す。

1. 14:35　中山競馬場第9競走（初風特別）
2. 15:00　阪神競馬場第10競走（夙川特別）
3. 15:10　中山競馬場第10競走（内房ステークス）
4. 15:35　阪神競馬場第11競走（ローズステークス<GII> 以下メイン競走）
5. 15:45　中山競馬場第11競走（セントライト記念<GII>）

- 基本的には当日全ての開催場のメイン競走は指定競走に入るようになっているが、例外もある。ジャパンカップ<GI>施行日と有馬記念<GI>施行日は当該GI競走が起点となり、他の場で施行されるメイン競走は対象とならない[注 4]。これは、当日のGI開催場が場内混雑緩和のため、通常より1レース少ない11レース立て（有馬記念施行日については2016年まで、ジャパンカップ施行日については2019年まで）であることと、11-12月の関東開催のGIの施行時間が、日没時間を考慮して繰上げになっていることを踏まえてのものである。また、2012年12月の「中山・中京・阪神」の3場で行った日には、このケースを踏まえ、本来中山と阪神の間に割り込む中京の第10競走が対象とならなかった場合もある。以下に、2011年のジャパンカップ施行日（11月27日）の例を示す。

1. 14:25　京都競馬場第9競走（白菊賞）
2. 14:40　東京競馬場第9競走（アプローズ賞）
3. 14:50　小倉競馬場第10競走（九十九島特別）
4. 15:00　京都競馬場第10競走（北國新聞杯）
5. 15:20　東京競馬場第10競走（ジャパンカップ この競走のみがメイン競走）

- 2011年10月10日と2012年11月25日（ジャパンカップ施行日）・12月24日、2018年12月28日は当日の最終競走も対象となっている。以下に、2018年12月28日（の対象競走）を示す。

1. 15:05　阪神競馬場第10競走（フォーチュンカップ）
2. 15:30　中山競馬場第11競走（ホープフルステークス<GI> メイン競走）
3. 15:45　阪神競馬場第11競走（ベテルギウスステークス メイン競走）
4. 16:05　中山競馬場最終競走（ベストウィッシュカップ）
5. 16:25　阪神競馬場最終競走（2018ファイナルステークス 当年の中央競馬最終競走）

- 2016年・2017年の第2回新潟・第2回小倉・第1・2回札幌開催の期間中は、全場のメイン競走（第11競走）と、3場のうち2場の最終競走（第12競走）を対象とする「SUMMER WIN5」として施行した[12]。その一例として2016年7月31日のものを示す。

1. 15:25　札幌競馬場第11競走（クイーンステークス）
2. 15:35　小倉競馬場第11競走（佐世保ステークス）
3. 15:45　新潟競馬場第11競走（アイビスサマーダッシュ）
（※札幌競馬場第12競走は対象外）
4. 16:15　小倉競馬場第12競走（平場）
5. 16:30　新潟競馬場第12競走（平場）

また2017年については札幌と新潟の第12競走が対象となり、小倉の第12競走は対象外となった。なお2018年は実施せずに通常通りのレース設定となった。
当初の開催予定の競走が頭数調整によりレース番組の変更が生じる場合があるが、原則として発売対象競走の順序は入れ替えない。

### 出来事
- WIN5発売開始前に発生した2011年3月の東日本大震災を受け、同年6月までの間、WIN5の売上については払戻金・国庫納付金を除いた金額を被災地支援金として拠出することが発表された[15]。
- 2011年6月26日に初めて払戻金の上限2億円を記録した（8-4-11-1-6番人気、3票的中、次回キャリーオーバー:4億6718万8320円）[16]。しかし､翌週の7月3日はキャリーオーバーの影響もあり、売り上げが過去最高の22億6300万3500円を記録するも、上位人気馬が概ね順当に勝利したこともあって、払戻金は当時の過去最低の1万9680円であった（2-2-1-1-2番人気、10万8638票的中）。
- 2011年9月4日分は、初の的中票なしとなった（3-11-10-2-4番人気）。売上げ11億5556万7400円の内､次回キャリーオーバーが8億5280万8741円となった。
- 2011年10月10日の東京競馬で、初めて日曜日以外にWIN5を実施した（同日は東日本大震災による開催日程変更で急遽設定された代替開催日）。また前日の日曜日（10月9日）にもWIN5を実施したため、WIN5の2日連続実施も初めてとなった。
- 2012年1月5日に、休日開催以外では初めて実施した。同様のケースには2013年1月5日（土曜開催で初の実施）と同年9月17日（前日の台風の影響による中山・阪神両競馬場の代替開催日[4]）がある。
- 2012年10月21日分は払戻金7320円（2-1-1-1-1番人気）で導入後初めて1万円を割った。
- 100円に対する払戻の上限が6億円に引き上げられてからは、2015年9月13日分で初めて払戻金が3億円を突破した[17]。2016年8月21日分で初めて払戻金が4億円を突破した。
- 2018年12月23日分では、2014年11月23日以来約4年ぶりとなるキャリーオーバーが発生。売上げ8億5686万300円の内、次回キャリーオーバーは5億9980万2210円。[18]キャリーオーバー額としては、2011年9月4日分に次ぐ歴代2位の記録である。[注 5]

## 払戻金記録

### 上限額
| 2億円          | |             |          |                              |          |
| 開催日         | 対象レース（格）/勝馬（人気） | 発売票数    | 的中票数 | 次回へのキャリーオーバー金額 | 備考     |
| 2011年6月26日  | 1R：鹿島特別（1000万下）/ダイワシークレット（8） 2R：尼崎S（1600万下）/マゼラン（4） 3R：函館日刊スポーツ杯（1000万下）/エンシャントアーツ（11） 4R：夏至S（OP）/フィフスペトル（1） 5R：宝塚記念（GI）/アーネストリー（6）             | 1446万546票 | 3票      | 4億6718万8320円              |          |
| 2012年11月25日 | 1R：キャピタルS（OP）/ヤマニンウイスカー（18） 2R：白菊賞（500万下）/ディアマイベイビー（3） 3R：プロミネントJT（1600万下）/サトノパンサー（6） 4R：貴船S（1600万下）/アーリーデイズ（5） 5R：ジャパンC（GI）/ジェンティルドンナ（3）   | 880万3017票 | 2票      | 2億4966万2660円              |          |
| 2012年12月9日  | 1R：美浦S（1600万下）/ドリームセーリング（9） 2R：オリオンS（1600万下）/エーシンミラージュ（4） 3R：カペラS（GIII）/シルクフォーチュン（4） 4R：尾張S（OP）/ラインブラッド（9） 5R：阪神JF（GI）/ローブティサージュ（5）                | 815万5529票 | 1票      | 1億93万8320円                | [ 注 6 ] |
| 2013年10月6日  | 1R：平城京S（1600万下）/ヴァンヌーヴォー（4） 2R：テレビ静岡賞（1600万下）/カネトシイナーシャ（6） 3R：信越S（OP）/インプレスウィナー（6） 4R：京都大賞典（GII）/ヒットザターゲット（11） 5R：毎日王冠（GII）/エイシンフラッシュ（4）   | 783万5478票 | 1票      | 3億7825万8280円              |          |
| 2014年3月2日   | 1R：伊丹S（1600万下）/ジャンナ（11） 2R：ブラッドストーンS（1600万下）/アビリティラヴ（2） 3R：周防灘特別（1000万下）/ジャベリン（14） 4R：阪急杯（GIII）/コパノリチャード（2） 5R：中山記念（GII）/ジャスタウェイ（2）                 | 624万5644票 | 1票      | 2億6092万8530円              |          |
| 2014年3月21日  | 1R：汐留特別（1000万下）/ローレルブレット（2） 2R：沈丁花賞（500万下）/サリレモンド（8） 3R：下総S（1600万下）/グレートチャールズ（6） 4R：中京スポーツ杯（1000万下）/ベステゲシェンク（3） 5R：フラワーC（GIII）/バウンスシャッセ（3） | 415万2804票 | 1票      | 1億647万6940円               |          |

### 高額記録TOP10
| 順位 | 開催日         | 払戻金          | 対象レース（格）/勝馬（人気） | 発売票数    | 的中票数 | 備考 |
| ---- | -------------- | --------------- | --- | ----------- | -------- | ---- |
| 1    | 2021年3月14日  | 5億5444万6060円 | 1R：伊丹S（3勝）/タマモサンシーロ（4） 2R：東風S（L）/トーラスジェミニ（4） 3R：金鯱賞（GII）/ギベオン（10） 4R：フィリーズR（GII）/シゲルピンクルビー（8） 5R：アネモネS（L）/アナザーリリック（3）                             | 792万658票  | 1票      |      |
| 2    | 2021年1月11日  | 4億8178万3190円 | 1R：尾頭橋特別（2勝）/ドウドウキリシマ（4） 2R：迎春S（3勝）/ブラックマジック（5） 3R：寿S（3勝）/ツーエムアロンソ（14） 4R：フェアリーS（GIII）/ファインルージュ（3） 5R：すばるS（L）/テイエムサウスダン（5）                  | 694万9121票 | 1票      |      |
| 3    | 2019年2月24日  | 4億7180万9030円 | 1R：すみれS（L）/サトノルークス（2） 2R：ブラッドストーンS（1600万下）/ブラックジョー（15） 3R：下関S（1600万下）/メイソンジュニア（12） 4R：阪急杯（GIII）/スマートオーディン（11） 5R：中山記念（GII）/ウインブライト（5）     | 677万7614票 | 1票      |      |
| 4    | 2024年10月6日  | 4億6836万5660円 | 1R：藤森S（OP）/クインズメリッサ（7） 2R：グリーンチャンネルC（L）/ショウナンライシン（11） 3R：トルマリンS（3勝）/ピースオブザライフ（4） 4R：京都大賞典（GII）/シュヴァリエローズ（8） 5R：毎日王冠（GII）/シックスペンス（1） | 637万7249票 | 1票      |      |
| 5    | 2024年11月10日 | 4億6496万3450円 | 1R：ユートピアS（3勝）/ウインエーデル（7） 2R：ラッキーライラックC（3勝）/チュウワハート（7） 3R：福島記念（GIII）/アラタ（7） 4R：オーロC（L）/ゴールデンシロップ（16） 5R：エリザベス女王杯（GI）/スタニングローズ（3）        | 664万2335票 | 1票      |      |
| 6    | 2024年5月12日  | 4億4605万7430円 | 1R：錦S（3勝）/ボーデン（12） 2R：ウオッカC（2勝）/アイファーエポック（8） 3R：弥彦S（3勝）/セレシオン（1） 4R：栗東S（L）/サンライズアムール（4） 5R：ヴィクトリアマイル（GI）/テンハッピーローズ（14）                         | 637万7249票 | 1票      |      |
| 7    | 2020年2月2日   | 4億3390万7040円 | 1R：飛鳥S（3勝）/バイオスパーク（9） 2R：早春S（3勝）/ボスジラ（1） 3R：周防灘特別（2勝）/ナーゲルリング（14） 4R：シルクロードS（GIII）/アウィルアウェイ（3） 5R：根岸S（GIII）/モズアスコット（3）                             | 619万8672票 | 1票      |      |
| 8    | 2023年9月24日  | 4億2878万3320円 | 1R：木更津特別（2勝）/センタースリール（12） 2R：道頓堀S（3勝）/グレイトゲイナー（15） 3R：内房S（3勝）/ダノンマデイラ（6） 4R：神戸新聞杯（GII）/サトノグランツ（3） 5R：オールカマー（GII）/ローシャムパーク（4）              | 612万5476票 | 1票      |      |
| 9    | 2023年9月10日  | 4億2318万30円   | 1R：白井特別（2勝）/ロジレット（6） 2R：オークランドTRT（3勝）/メイショウミツヤス（9） 3R：セプテンバーS（3勝）/ファロロジー（6） 4R：セントウルS（GII）/テイエムスパーダ（14） 5R：京成杯AH（GIII）/ソウルラッシュ（2）         | 608万9480票 | 1票      |      |
| 10   | 2016年8月21日  | 4億2012万7890円 | 1R：北九州記念（GIII）/バクシンテイオー（8） 2R：NST賞（OP）/エイシンローリン（6） 3R：札幌記念（GII）/ネオリアリズム（5） 4R：3歳上500万下（〃）/セフティーエムアイ（15） 5R：3歳上500万下（〃）/グラミスキャッスル（3）        | 625万8661票 | 1票      |      |

### 低額記録
※払戻額が1万円未満のもののみ記載
| 順位 | 開催日         | 払戻金 | 対象レース（格）/勝馬（人気） | 発売票数    | 的中票数  | 備考 |
| ---- | -------------- | ------ | --- | ----------- | --------- | ---- |
| 1    | 2018年10月8日  | 6050円 | 1R：山中湖特別（1000万下）/イストワールファム（1） 2R：長岡京S（1600万下）/ソーグリッタリング（1） 3R：六社S（1600万下）/ムイトオブリガード（2） 4R：京都大賞典（GII）/サトノダイヤモンド（2） 5R：グリーンチャンネルC（OP）/サンライズノヴァ（1） | 484万7581票 | 5万6058票 |      |
| 2    | 2012年10月21日 | 7320円 | 1R：甲斐路S（1600万下）/ダイワマッジョーレ（2） 2R：桂川S（1600万下）/アイラブリリ（1） 3R：轟S（1600万下）/エバーローズ（1） 4R：ブラジルC（OP）/ナムラビクター（1） 5R：菊花賞（GI）/ゴールドシップ（1）                                         | 871万2508票 | 8万7953票 |      |

### 的中無し
| 開催日         | 対象レース（格）/勝馬（人気） | 発売票数     | 次回へのキャリーオーバー金額 | 備考               |
| -------------- | --- | ------------ | ---------------------------- | ------------------ |
| 2011年9月4日   | 1R：西日本スポーツ杯（1000万下）/ハノハノ（3） 2R：稲妻特別（1000万下）/レイクエルフ（11） 3R：札幌日経OP（OP）/ゴールデンハインド（10） 4R：小倉2歳S（GIII）/エピセアローム（2） 5R：新潟2歳S（GIII）/モンストール（4）                                | 1155万5674票 | 8億5280万8741円              |                    |
| 2013年5月5日   | 1R：桃山S（1600万下）/マイネルバイカ（5） 2R：ブリリアントS（OP）/ナリタシルクロード（9） 3R：新潟大賞典（GIII）/パッションダンス（6） 4R：鞍馬S（OP）/マコトナワラタナ（6） 5R：NHKマイルC（GI）/マイネルホウオウ（10）                                | 726万4638票  | 5億3613万284円               |                    |
| 2014年9月7日   | 1R：西日本スポーツ杯（1000万下）/サカジロスイセイ（11） 2R：オフサイドトラップC（1000万下）/ウィケットキーパー（7） 3R：丹頂S（OP）/タマモベストプレイ（1） 4R：小倉2歳S（GIII）/オーミアリス（15） 5R：新潟記念（GIII）/マーティンボロ（1）            | 650万1893票  | 4億4493万9530円              | 上限額引き上げ後初 |
| 2014年11月23日 | 1R：嵯峨野特別（1000万下）/コウエイワンマン（4） 2R：深秋特別（1000万下）/ドラゴンピース（11） 3R：花園S（1600万下）/サンマルデューク（16） 4R：霜月S（OP）/ジョヴァンニ（10） 5R：マイルCS（GI）/ダノンシャーク（8）                                   | 588万452票   | 4億1163万1640円              | [ 注 7 ]           |
| 2018年12月23日 | 1R：グッドラックHC（1000万下）/ヴァントシルム（2） 2R：千両賞（500万下）/マイネルフラップ（11） 3R：フェアウェルS（1600万下）/シャインヴィットゥ（8） 4R：クリスマスキャロル賞（1000万下）/ペルソナリテ（7） 5R：有馬記念（GI）/ブラストワンピース（3） | 856万8603票  | 5億9980万2210円              |                    |
| 2019年3月3日   | 1R：武庫川S（1600万下）/コスモイグナーツ（7） 2R：総武S（OP）/マイネルオフィール（14） 3R：太宰府特別（1000万下）/カレンシリエージョ（5） 4R：大阪城S（L）/スピリッツミノル（13） 5R：弥生賞（GII）/メイショウテンゲン（8）                             | 664万2651票  | 4億6498万5570円              |                    |
| 2020年7月19日  | 1R：オークランドRCT（3勝）/アバルラータ（8） 2R：横手特別（2勝）/オーケストラ（3） 3R：函館記念（GIII）/アドマイヤジャスタ（15） 4R：中京記念（GIII）/メイケイダイハード（18） 5R：福島テレビOP（OP）/トゥラヴェスーラ（2）                             | 662万9872票  | 4億6409万1040円              |                    |
| 2025年1月19日  | 1R：若潮S（3勝）/タシット（2） 2R：豊川特別（2勝）/ドゥータップ（1） 3R：ジャニュアリーS（OP）/ジャスパーゴールド（14） 4R：日経新春杯（GII）/ロードデルレイ（4） 5R：京成杯（GIII）/ニシノエージェント（11）                                           | 641万4626票  | 4億4902万3820円              |                    |

## CM
2011年のCMでは、映画『ステキな金縛り』とのコラボレーションで深津絵里（女優）、三谷幸喜（映画監督）が出演。第1弾は役柄多すぎ編、第2弾はセット小さすぎ編となった。